# Relație de ordine totală
O relație de ordine totală, numită și ordine liniară, este o relație de ordine având proprietatea suplimentară că orice două elemente sunt comparabile.

## Definiție formală
O relație binară {\displaystyle \leq \subseteq A\times A} pe o mulțime A este numită ordine totală dacă îndeplinește simultan condițiile:
1. {\displaystyle \forall x,y\in A}, dacă {\displaystyle x\leq y} și {\displaystyle y\leq x}, atunci {\displaystyle x=y} (antisimetrie)
2. {\displaystyle \forall x,y,z\in A}, dacă {\displaystyle x\leq y} și {\displaystyle y\leq z}, atunci {\displaystyle x\leq z} (tranzitivitate)
3. {\displaystyle \forall x,y\in A}, are loc {\displaystyle x\leq y} sau {\displaystyle y\leq x}, (relația este totală)

De notat că, aplicând condiția 3 pentru x=y, rezultă {\displaystyle \forall x\in A,\,x\leq x} (reflexivitatea).

## Exemple notabile
- Relația obișnuită de ordine între numerele naturale este o relație de ordine totală (mai mult, este bună ordonare). Tipul acestei relații se notează cu ω. (Două relații se spune că au același tip dacă sunt izomorfe.)
- Relația obișnuită de ordine între numerele întregi.
- Relația obișnuită de ordine între numerele întregi negative. Tipul acesteia se notează cu {\displaystyle \omega ^{*}}
- Relația de ordine între numerele raționale. Aceasta este o ordine densă, în sensul că între oricare două numere raționale distincte există un număr rațional distinct față de acestea. Tipul de ordine al mulțimii numerelor reale se notează η.
- Relația de ordine între numerele reale. Aceasta este o ordine continuă, în sensul că, dacă A și B sunt două mulțimi de numere reale, având proprietatea că {\displaystyle \forall a\in A,\forall b\in B,a\leq b}, atunci există un număr real c cu proprietatea că {\displaystyle \forall a\in A,\forall b\in B,a\leq c\leq b}. Tipul de ordine al mulțimii numerelor reale se notează λ.

În schimb, următoarele relații de ordine nu sunt totale:
- relația de incluziune între mulțimi
- relația de divizibilitate între numerele naturale